# 马克西姆·斯托扬纳茨
马克西姆·斯托扬纳茨（荷蘭語：Maksim Stojanac，1997年12月29日—）是一位比利時男演員，主持人和歌手。他生於比利時安特衛普，父親是塞爾維亞人，母親是俄羅斯人。在出道前，他曾經是一名足球員，曾在安特卫普和比斯查學習踢球。2022年5月，他發行了第一張唱片Maksim。